# Festuca loricata
Festuca loricata är en gräsart som först beskrevs av August Heinrich Rudolf Grisebach, och fick sitt nu gällande namn av Pilg.. Festuca loricata ingår i släktet svinglar, och familjen gräs. Inga underarter finns listade i Catalogue of Life.